# Manola (romanzo)
Manola è un romanzo umoristico di Margaret Mazzantini, sua seconda opera.
È stato tradotto in tedesco nel 2000 e in serbo nel 2007.

## Storia editoriale
Il romanzo nasce come testo teatrale messo in scena per la prima volta nel 1996 per la regia di Sergio Castellitto; le due protagoniste erano interpretate da Nancy Brilli e dalla stessa autrice.

## Trama
Manola è una sorta di cartomante-psicologa a cui si rivolgono, a capitoli alterni, Ortensia e Anemone, due gemelle diversissime, figlie di due bislacchi genitori proprietari di un alberghetto: la prima è fisicamente sgraziata, ossuta, con la pelle ricoperta di una folta peluria ed eczemi, caratterialmente goffa e inibita; la seconda, più fortunata, è bella ed esuberante, frivola e mangiauomini.
Ortensia dopo tanti anni da single incontra Poldo, col quale si fidanza; in seguito l'uomo tradisce Ortensia con Anemone e sposa quest'ultima.
Dopo questi eventi inizia un'inversione dei ruoli: il corpo di Ortensia subisce un'inaspettata fioritura, mentre Anemone ingrassa, si ricopre di peli, diventa sciatta e trasandata, e si ammala di tumore.
Dal canto suo Poldo si sottopone a un intervento per il cambio di sesso e va a vivere insieme all'oncologo che ha avuto in cura Anemone.

## Edizioni
- Margaret Mazzantini, Manola, Milano, Mondadori, 1998, SBN TO00693938.